# بالم هورن
بالم هورن (به لاتین: Balmhorn) یک کوه در سوئیس است که در کانتون برن واقع شده‌است. بالم هورن ۳٬۶۹۸ متر بالاتر از سطح دریا واقع شده‌است.